# Peter Simon Pallas
Peter Simon Pallas (Berlín, 22 de septiembre de 1741 - 8 de septiembre de 1811) fue un zoólogo y botánico alemán, célebre por sus trabajos en Rusia.

## Biografía
Pallas nació en Berlín, hijo de un profesor de cirugía. Estudió con tutores privados y se interesó por la historia natural. Posteriormente asistió a la Universidad de Halle y a la Universidad de Gotinga. En 1760, se trasladó a la Universidad de Leiden y obtuvo el grado de doctor con 19 años.[cita requerida]
En los años siguientes, viajó a Holanda y a Londres, mejorando sus conocimientos médicos y quirúrgicos. En Londres conoce a Thomas Pennant, con quien mantendrá una abundante correspondencia. De hecho, fue Pallas el que proporcionó el material que permitió a Pennant escribir su Arctic Zoology. Su notoriedad fue tal que con tan solo 23 años ya pertenecía a la Royal Society de Londres.[cita requerida]
Posteriormente, se estableció en La Haya. El nuevo sistema de clasificación animal que propuso fue alabado por Georges Cuvier. En 1766, escribió Miscellania Zoologica, que incluía la descripción de numerosos vertebrados nuevos, que había descubierto en las colecciones del museo holandés. Planeó un viaje al sur de África y a las Indias Orientales, pero tuvo que suspenderlo a causa de que su padre lo llamó a Berlín. Allí empezó a trabajar en su Spicilegia Zoologica (1767-1780).
En 1767, fue invitado por Catalina II de Rusia a la Academia de las Ciencias de San Petersburgo como profesor, y entre 1769 y 1774 dirigió una expedición a Siberia donde recogió numerosos especímenes. La expedición exploró el curso alto del río Amur y el mar Caspio, así como los Montes Urales y el Altái alcanzando hasta el lago Baikal.[cita requerida]
Entre 1793 y 1794, dirigió una segunda expedición al sur de Rusia, visitando Crimea y el mar Negro.[cita requerida]
En 1772, Pallas se enteró de que se había descubierto un trozo de metal de 700 kg encontrado cerca de la ciudad de Krasnoyarsk. Pallas dispuso su transporte hasta San Petersburgo. El análisis posterior del metal mostró que se trataba de un nuevo tipo de meteorito de hierro. Este nuevo tipo de meteoritos se conoce desde entonces como Pallasita, mientras que el meteorito en concreto se llama Krasnoyarsk o a veces Hierro de Pallas (el nombre se lo dio Ernst Chladni en 1794).
Entre 1778 y 1779, publicó Novae sepcies quadrupedum, e glirium ordine... donde describió nuevas especies de vertebrados de Siberia.
Estableció amistad con Catalina II de Rusia, seguramente por su común origen germánico. La emperatriz ordenó que Pallas tuviera acceso a todas las plantas recogidas por otros naturalistas lo que permitió a Pallas publicar su Flora Rossica (1784-1788).

## Obra
Posteriormente comenzó su gran obra, Zoographia Rosso-Asiatica, que le llevaría el resto de su vida y que apareció en cuatro volúmenes, el último después de su muerte bajo la dirección de Wilhelm Gottlieb Tilesius von Tilenau (1769-1857). La publicación de la obra fue problemática teniendo en cuenta su envergadura y el coste del proyecto. La obra apareció sin las plazas en 1826 y completa en 1831.
Pallas realizó una síntesis entre Linneo y Buffon. Utilizó el sistema binomial pero admitía que las especies no son estables de forma definitiva, sino que pueden evolucionar su apariencia de forma notable a causa de factores climáticos.
Numerosos animales llevan el nombre de Pallas, entre ellos el gato de Pallas (Otocolobus manul), mosquitero de Pallas (Phylloscopus proregulus), gavión cabecinegro (Palla's Gull, en inglés) (Larus ichthyaetus), ganga de Pallas (Syrrhaptes paradoxus), escribano de Pallas (Emberiza pallasi) o la buscarla de Pallas (Locustella certhiola).

## Algunas publicaciones
- Elenchus zoophytorum, sistens generum adumbrationes generaliores et specierum cognitarum succinctas descriptiones, cum selectis auctorum synonymis. van Cleef, Den Haag 1766
- Miscellanea zoologica, quibus novæ imprimis atque obscuræ animalum species describuntur et observationibus iconibusque illustrantur. Den Haag 1766
- Spicilegia zoologica. Berlín 1767-77
- Lyst der Plant-Dieren, bevattende de algemeene schetzen der geslachten en korte beschryvingen der bekende zoorten. van Paddenburg & van Schoonhoven, Utrecht 1768
- Naturgeschichte merkwürdiger Thiere. Berlín 1769-78
- Dierkundig mengelwerk, in het welke de nieuwe of nog duistere zoorten van dieren, door naauwkeurige afbeeldingen, beschryvingen en verhandelingen opgehelderd worden. van Paddenburg & van Schoonhoven, Utrecht 1770
- Reise durch verschiedene Provinzen des Russischen Reichs. St. Petersburg 1771-1801
- Continens quadrupedium, avium, amphibiorum, piscium, insectorum, molluscorum aliorumque marinorum fasciculos decem. Berlín 1774.
- Sammlungen historischer Nachrichten über die mongolischen Völkerschaften. St. Petersburg, Frankfurt, Leipzig 1776-1801
- Betrachtungen über die Beschaffenheit der Gebürge und Veränderungen der Erdkugel, besonders in Beziehung auf das Rußische Reich. Hartknoch, Frankfurt 1778
- Miscellanea zoologica. Leiden 1778
- Novae species quadrupedum e glirium ordine, cum illustrationibus variis complurium ex hoc ordine animalium. Walther, Erlangen 1778.
- Natuurlyke historie van nieuwe en nog weinig bekende soorten van dieren. van Esveldt & Holtrop, Ámsterdam 1779
- Observations sur la formation des montagnes et les changements arrivés au globe. Segaud, St. Petersburg 1779
- Сравнительные словари всех языков и наречий, собранные десницею всевысочайшей особы. St. Petersburg 1787-89
- Bemerkungen auf einer Reise in die südlichen Statthalterschaften des Russischen Reichs, in den Jahren 1793 und 1794. Martini, Leipzig 1799-1803
- Enumeratio plantarum in horto Procopii a Demidof. St. Petersburg 1781
- Icones Insectorum praesertim Rossicae, Sibiriaeque peculiarium. Walther, Erlangen 1781-98
- Nordische Beyträge zur physikalischen und geographischen Erd- und Völkerbeschreibung, Naturgeschichte und Oekonomie. Logan, St. Petersburg 1781-96
- Observations sur la formation des montagnes et les changemens arrivès à notre globe. Méquignon, St. Petersburg 1782
- Flora Rossica seu Stirpium Imperii Rossici per Europam et Asiam, indigenarum descriptiones et icones. Weitbrecht, St. Petersburg 1784-88
- Linguarum totius orbis vocabularia comparativa. St. Petersburg 1786
- Путешествие по разным местам Российского государства. St. Petersburg 1786-1809
- Charakteristik der Thierpflanzen, worin von den Gattungen derselben allgemeine Entwürfe und von denen dazugehörigen Arten kurze Beschreibungen gegeben werden, nebst den vornehmsten Synonymen der Schriftsteller. Rasp, Nürnberg 1787
- Voyages de M. P. S. Pallas en différentes provinces de l'empire de Russie, et dans l'Asie septentrionale. Maradan, París 1788-93.
- Flora Rossica. Frankfurt 1789/90
- Voyages en Sibérie, extraits des journaux de divers savans voyageurs. Berna 1791
- An account of the different kinds of sheep found in the Russian dominions and among the Tartar hordes of Asia. Chapman, Edimburgo 1794.
- Voyages du Professeur Pallas dans plusieurs provinces de l'empire de Russie et dans l'Asie septentrionale. Maradan, París 1794
- Краткое физическое и топографическое описание Таврической области. 1795
- Tableau physique et topographique de la Tauride. St. Petersburg 1795
- Physikalisch-topographisches Gemählde von Taurien. Logan, St. Petersburg 1796
- Tagebuch einer Reise, die im Jahr 1781 von der Gränzfestung Mosdok nach dem innern Caucasus unternommen worden. Logan, St. Petersburg 1797
- Plantae novae ex herbario et schedis defuncti Botanici Ioanni Sievers, Hannoverani, descriptae, Nova acta Academiae Scientiarum Imperialis Petropolitanae, Petropoli (St. Petersburg) 1797
- Observations faites dans un voyage entrepris dans les gouvernements méridionaux de l'empire de Russie, dans les années 1793 et 1794. Martini, Leipzig 1799-1801
- Species astragalorum. Martini, Leipzig 1800
- Illustrationes plantarum imperfecte vel nondum cognitarum. Leipzig 1803
- Travels through the southern provinces of the Russian empire, performed in the years 1793 and 1794. Ridgway & McMillan, Londres 1803
- Voyages entrepris dans les gouvernemens méridionaux de l'empire de Russie. París 1805
- Physikalisch-topographisches Gemälde von Taurien. Leipzig 1806
- Description du Tibet, d'après la Relation des Lamas Tangoutes, établis parmi les Mongols. Bossange, Masson & Besson, París 1808
- Animalia monocardia seu Frigidi sanguinis imperii Rosso Asiatici. 1811
- Travels through the southern provinces of the Russian empire, in the years 1793 and 1794. Stockdale, Londres 1812
- Viaggi del signor Pallas in diverse province dell'imperio Russo sino ai confini della China. Sonzogno, Mailand 1816
- Zoographia Rosso-Asiatica, sistens omnium animalium in extenso Imperio Rossico et adiacentibus maribus observatorum recensionem, domicilia, mores et descriptiones anatomen atque icones plurimorum. St. Petersburg 1831

## Reconocimientos
- El cráter lunar Pallas lleva este nombre en su memoria.[2]
- El asteroide (21087) Petsimpallas también conmemora su nombre.[3]
- La pallasita, un compuesto de olivino sobre una matriz de hierro-níquel, componente de un tipo de lito-sideritos que él describió.
- En Berlín hay una calle en su honor: la Pallas Straße.

## Eponimia
Género
- (Asteraceae) Neopallasia Poljakov[4]
- (Chenopodiaceae) Petrosimonia Bunge[5]
- (Rubiaceae) Pallasia (Houtt.) Klotzsch[6]

Especies
- Erysimum pallasii (Pursh) Fernald (del inglés: Pallas' wallflower)
- Hyacinthella pallasiana (Steven) Losinsk. sin. Hyacinthus pallasianus Steven
- Lonicera caerulea (Ledeb.) Browicz, sin. Lonicera pallasii Ledeb.
- Malus orientalis (Uglitzk.) ex Juz.
- Pinus pallasiana D.Don, sin. Pinus taurica hort.
- Ranunculus pallasii Schltdl.